# Moskowskaja schelesnaja doroga
Die Moskauer Eisenbahn (russisch Московская железная дорога / Moskowskaja schelesnaja doroga) ist eine der größten Regionalabteilungen des staatlichen russischen Eisenbahnbetreibers Rossijskije schelesnyje dorogi (RŽD). Sie hat ihren Sitz in Moskau und betreibt den größten Teil des Eisenbahnnetzes des Moskauer Stadtgebietes und der Oblast Moskau sowie mehrerer benachbarter Gebiete (vor allem Kaluga, Tula, Kursk, Orjol und Lipezk).

## Allgemeine Daten

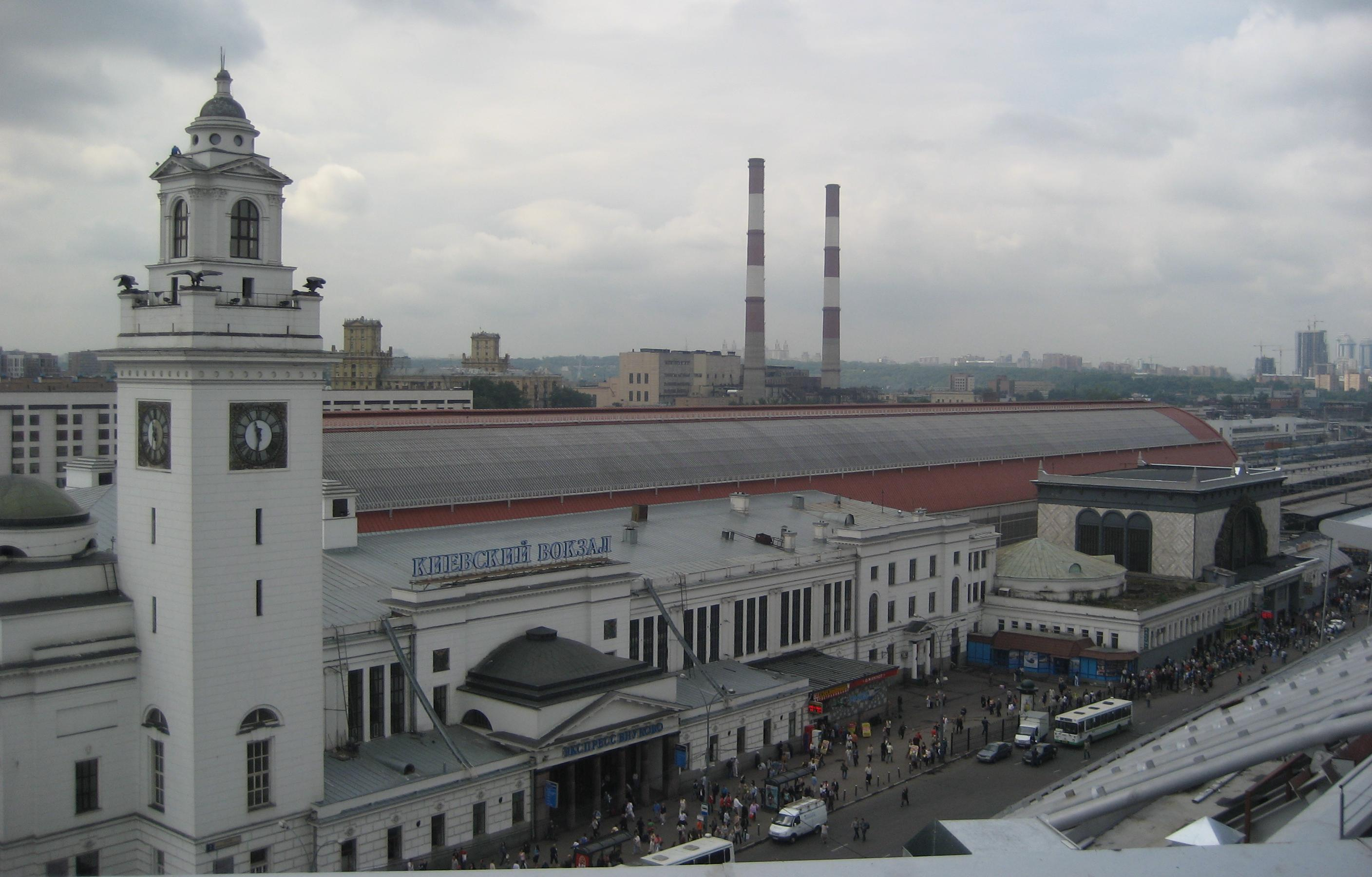
Der Kiewer Bahnhof der Moskauer Eisenbahn

Das weitgehend mit der Russischen Breitspur (1520 mm) ausgeführte Streckennetz der Moskauer Eisenbahn hat eine Gesamtlänge von knapp 9000 Kilometern und beinhaltet insgesamt 634 Bahnhöfe und Haltepunkte. Da sich das Bahnnetz auf Gebiete erstreckt, die mit zu den am dichtesten besiedelten in Russland gehören, spielt die Moskauer Eisenbahn unter den 17 RŽD-Abteilungen eine führende Rolle im Personen- und Gütertransport. So entfällt rund ein Viertel aller Personenbeförderungen mit der Eisenbahn in Russland auf Züge der Moskauer Eisenbahn, im Nahverkehr beträgt dieser Anteil sogar rund eine Hälfte. Im Jahre 2007 betrug die Anzahl der bei der Moskauer Eisenbahn Beschäftigten rund 101.000 Personen.
Allein in Moskau betreibt die Moskauer Eisenbahn acht von insgesamt neun Fernbahnhöfen der Stadt (lediglich der Leningrader Bahnhof gehört, wie auch die dort endende Bahnstrecke Sankt Petersburg–Moskau, zur Oktober-Eisenbahn). Entsprechend werden auch acht Haupt-Eisenbahnlinien, die in Moskau anfangen, ganz oder zumindest auf einem Teilabschnitt von der Moskauer Eisenbahn betrieben: Hierzu zählen insbesondere die Strecken Moskau–Smolensk (die über Minsk und Warschau weiter nach Berlin führt), Moskau–Kiew, Moskau–Jaroslawl (die eine Teilstrecke der Transsibirischen Eisenbahn darstellt), Moskau–Kursk und Moskau–Kasan. Auch Nebenstrecken, die von diesen Hauptstrecken abzweigen, sowie die beiden Moskauer Ringeisenbahnen (der Kleine Ring im Stadtgebiet und der Große Ring in der Oblast Moskau) gehören zum Netz der Moskauer Eisenbahn.

## Geschichte

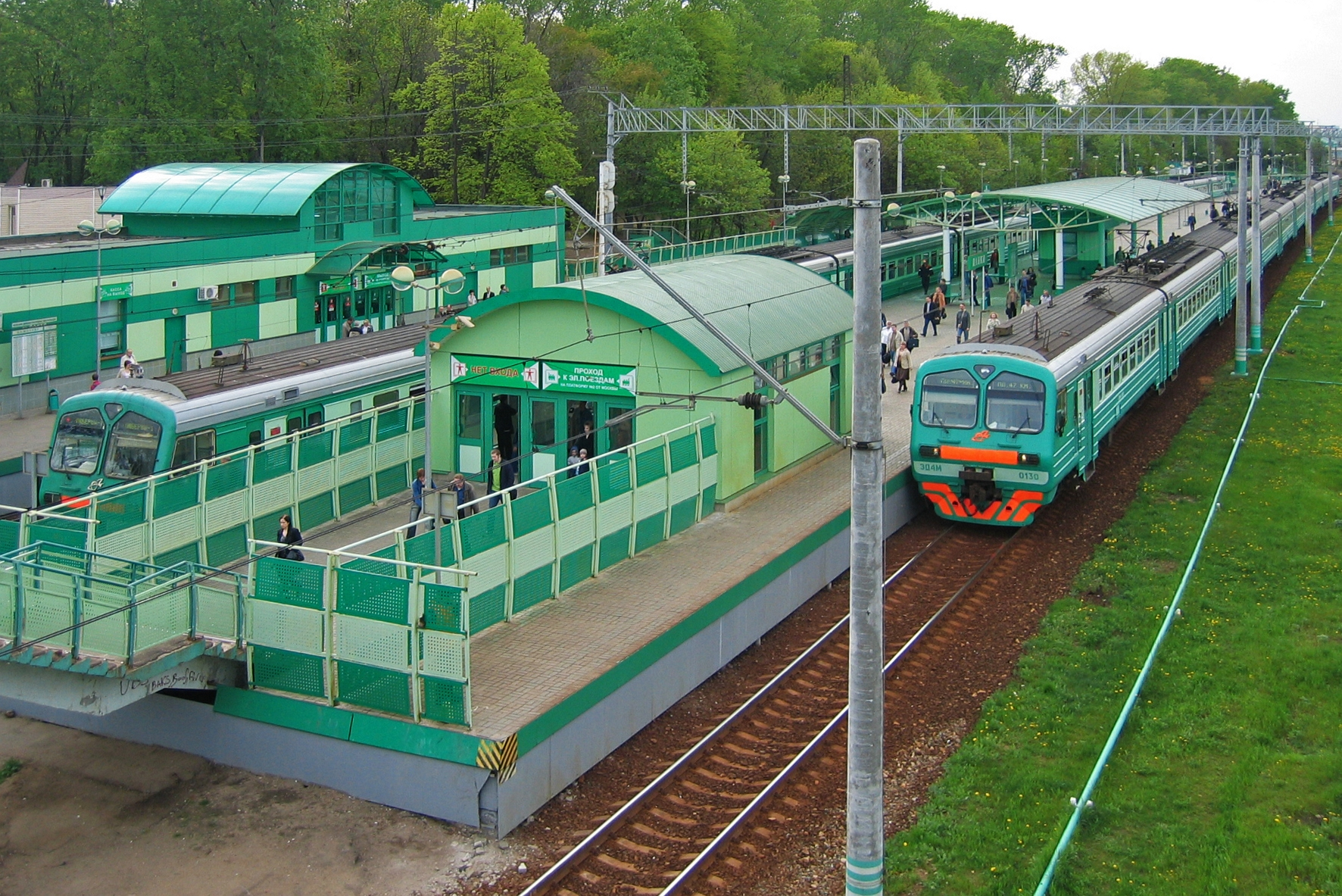
Regionalbahnhof Panki in Ljuberzy an der Strecke Moskau–Kasan

Die Moskauer Eisenbahn ist nach der Sankt Petersburger Oktober-Eisenbahn das zweitälteste Eisenbahnnetz Russlands. Als seine Anfänge kann man den Beginn des Baus der Strecke von Moskau nach Nischni Nowgorod über Petuschki im Jahre 1858 annehmen (heute gehört allerdings nur der Abschnitt bis Petuschki zur Moskauer Eisenbahn). Am 14. Juni 1861 wurde der Verkehr auf dem Teilabschnitt bis Wladimir in Betrieb genommen, der bereits ein Jahr später bis in die Handelsstadt Nischni Nowgorod verlängert werden konnte. Die Eröffnung dieser Verbindung hatte auch eine besondere historische Bedeutung, da mit ihr erstmals russische Regionen östlich von Moskau an das Schienennetz angebunden wurden. Ebenfalls im Jahr 1862 wurde der erste Abschnitt der späteren Jaroslawler Strecke eröffnet, der Moskau mit der Klosterstadt Sergijew Possad verband.
Bis 1892 konnte eine Reihe wichtiger Strecken errichtet werden, darunter nach Rjasan, Smolensk sowie nach Brjansk über Kaluga. Dabei wurden die Strecken ursprünglich von privaten Aktiengesellschaften betrieben, die für den jeweiligen Streckenbau extra gegründet wurden und dabei nicht immer wirtschaftliche Erfolge verbuchen konnten. Dies änderte sich im Jahre 1894, als das gesamte bis dahin erbaute russische Eisenbahnnetz vom Staat aufgekauft wurde.
Während der Sowjetzeit gab es mehrfache Strukturreformen des Schienennetzes des Landes, so dass das heutige Netz der Moskauer Eisenbahn zeitweise aus sechs eigenständigen Abteilungen bestand. Erst 1959 wurde die Moskauer Eisenbahn in ihrer jetzigen Form gebildet. Bis in die 1960er-Jahre wurden außerdem alle Moskauer Strecken (mit Ausnahme des Kleinen Eisenbahnringes, auf dem der Personenverkehr 1930 eingestellt wurde) elektrifiziert. Außerdem wurden alle für den Personenverkehr genutzten Strecken mit Ausnahme des Großen Eisenbahnringes mit Hochbahnsteigen ausgestattet.